# 埃莱奥诺拉·洛比安科
埃莱奥诺拉·洛比安科（義大利語：Eleonora Lo Bianco，1979年12月22日—），意大利排球运动员。她曾代表意大利参加2008年、2012年和2016年夏季奥林匹克运动会排球比赛，均未能收获奖牌。